# Сен-Викторская школа
Сен-Викторская школа (фр. école de Saint Victor) — философская и богословская монастырская школа, основанная в 1108 году Гийомом (Вильгельмом) из Шампо при аббатстве Сен-Виктор близ Парижа. Одноимённая группа философов и богословов, относившихся к Парижскому университету.
Общая атмосфера школы определялась традициями средневековой мистики, идущими от Августина и Псевдо-Дионисия Ареопагита и по-новому представшими в учении Бернарда Клервосского. Главные представители школы стремились к созданию мистики и рационализма в духе средневекового платонизма на основе принципов Ансельма Кентерберийского, и мистический аспект в их учениях являлся центральным и в теологических, и в научных, и в философских изысканиях.

## История и учение

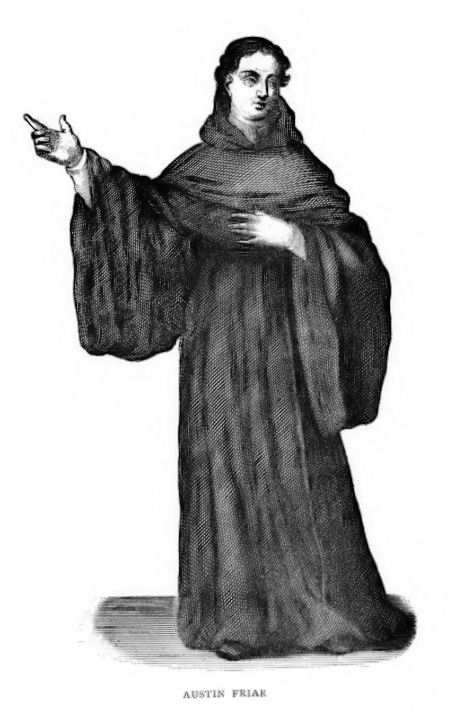
Монах-августинец

В 1108 году Гийом из Шампо удалился в аббатство Сен-Виктор, недалеко от острова Сите, отдалившись от своего бывшего ученика Абеляра и вступив с ним в полемику в споре об универсалиях. Он основал в аббатстве общину каноников-августинианцев. После Гильома настоятелями были Гуго Сен-Викторский и Ришар Сен-Викторский, они — виднейшие представители школы. Среди других видных представителей — Годфруа (en) и Вальтер Сен-Викторский.
Учение Гуго Сен-Викторского изложено в сочинениях «De sacramentis christianae fidei» («О Таинствах христианской веры»), «Epitome dindimi in philosophiam» («Краткий экскурс в философию»), «Didascalicon» («Дидаскаликон», или «Дидаскалик») и других. «Дидаскалик» — модель будущих «Сумм» по своей структуре и методической стройности (см., например, Сумма теологии). Ведущей идеей этого энциклопедического труда Гуго является идея мира как знака невидимой реальности, в нём представлена образовательная программа школы, включавшая свод предписаний о порядке и правилах чтения. Основывая свой труд на текстах отцов Церкви, Гуго стремится избегать субъективизма и буквализма в интерпретации священных библейских текстов. Согласно «Дидаскалику», в продвижении к неосязаемым истинам человеку даны два образа — образ природы и образ благодати; первый — аспект мира, в котором человек живёт, второй — воплощенное Слово. Весь этот мир — нечто вроде книги, написанной перстом Божим.

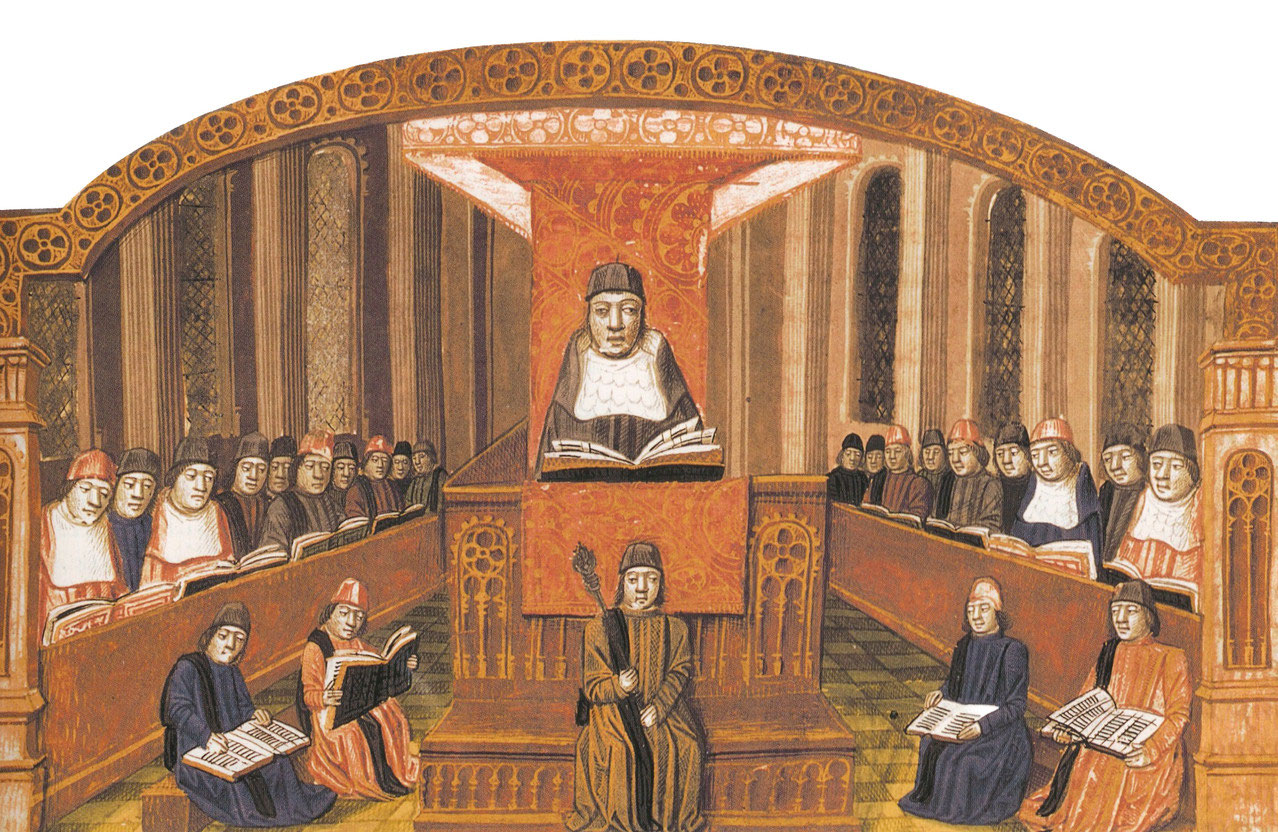
Курс богословия в Сорбонне. Конец XV века. Библиотека Труа.

Что касается схоластической философии, cен-викторианцы были одними из первых, кто в своих трудах полностью посвятил себя примирению науки и веры: рациональная реальность в конечном итоге рассматривалась в рамках более широких истин откровения Священного Писания, через которые пришли свет и вдохновение для понимания мирских знаний.
В истолковании мироздания как творения бога мистики-схоластики сен-викторской школы склонялись к неоплатонической идее Августина о божественных мыслях как первичных причинах, лежащих в основе всего сущего.
Гуго Сен-Викторский и Ришар Сен-Викторский пытались соединить мистику с элементами логики и выработать своеобразную мистико-схоластическую систему. Они утверждали, что бог в своей сущности непознаваем, он принадлежит к истинам, стоящим выше разума, и адекватно не может быть ни мыслим, ни определён. Разуму же доступны только явления. Отсюда учение о трех ступенях познания: эмпирической, рассудочной и высшей — созерцательной. Им соответствуют три раздельные объекта познания: чувственный мир, духовный мир человека и бог. Они утверждали, что только сверхъестественное озарение (illuminatio) может вести к постижению высшей истины. При этом спекулятивное мышление не отвергалось, но допускалось лишь как подчиненное средство при главенстве веры и экстатического созерцания. Идеи Сен-Викторской школы оказали влияние на дальнейшее развитие средневековой мистической философии.
Конец Сен-Викторинцев как уникальной школы наступил в 1173 году, когда приором был назначен реакционер Вальтер. Вальтер предпринял яростную атаку на интеллектуальную культуру школы и её членов в своем «Contra quatuor labyrinthos Franciae» («Против четырех лабиринтов Франции»), осуждая светское богословское учение. После этого насильственного отказа от педагогических традиций сен-викторской эпохи аббатство, по сути, превратилось в автономный монастырь августинцев, как и любой другой.